# کوسی کوامه
کوسی کوامه (انگلیسی: Kusi Kwame؛ زادهٔ ۹ اوت ۱۹۸۹) بازیکن فوتبال اهل آلمان است.
از باشگاه‌هایی که در آن بازی کرده‌است می‌توان به باشگاه فوتبال هولشتاین کیل و باشگاه فوتبال اس‌سی فورتونا کلن اشاره کرد.